# الجلبوب (المفلحي)

تعديل مصدري - تعديل

الجلبوب هي إحدى قرى عزلة المفلحي بمديرية المفلحي التابعة لمحافظة لحج، بلغ تعداد سكانها 175 نسمة حسب تعداد اليمن لعام 2004.